# 坂内村立坂内小学校諸家分校
坂内村立坂内小学校諸家分校（さかうちそんりつ　さかうちしょうがっこう　もろかぶんこう）は、かつて岐阜県揖斐郡坂内村（現・揖斐川町）に存在した公立小学校の分校。

## 概要
- 坂内小学校の分校であり、坂内村の坂本地区の白川（坂内川支流）の上流にある諸家集落に存在した。
- 校舎は取り壊され、跡地は諸家集会所となっている。

## 沿革
- 1947年（昭和22年）4月1日 - 坂内村立坂内小学校諸家分校として開校。坂内中学校諸家分校を併設する。
- 1953年（昭和28年） - 坂内中学校諸家分校を廃止。諸家分校は小学校のみの分校となる。
- 1971年（昭和46年） - この頃児童数減少により、重複式学級となる。
- 1974年（昭和49年） - 廃校。